# Сирия на летних Олимпийских играх 1992
Сирия принимала участие в Летних Олимпийских играх 1992 года в Барселоне (Испания) в седьмой раз за свою историю, но не завоевала ни одной медали. Сборная страны состояла из 8 спортсменов (7 мужчин, 1 женщина), которые выступили в соревнованиях по лёгкой атлетике, стрельбе, плаванию и борьбе.